# جدول گروه‌های لی
این مقاله شامل جداولی از برخی گروه‌های لی رایج و جبرهای لی متناظرشان را ارائه می نماید.
این موارد ذکر شده اند: خواص توپولوژیکی گروه (بعد؛ همبندی؛ فشردگی؛ ماهیت گروه بنیادی؛ و این که آیا همبند ساده اند یا نه، به علاوه خواص جبریشان (آبلی؛ ساده؛ نیم‌ساده).

## گروه‌های لی حقیقی و جبرهایشان
شرح علائم به کار رفته برای عنوان ستون‌ها:
- Cpt: آیا گروه G مورد نظر فشرده است یا خیر? (بله یا خیر)
- {\displaystyle \pi _{0}}: گروه مؤلفه‌های G را می‌دهد. مرتبه بزرگی گروه مؤلفه‌ای، تعداد مؤلفه‌های همبندی را ارائه می‌کند. گروه مورد نظر همبند است اگر و تنها اگر گروه مؤلفه‌ها بدیهی باشد (که با 0 نشان داده شده).
- {\displaystyle \pi _{1}}: هرگاه G همبند باشد، گروه بنیادی G را می‌دهد.
- UC: اگر G همبند ساده نباشد، پوشش جهانی G را می‌دهد.
- {\displaystyle dim/\mathbb {R} }: بعد روی فضای برداری با اسکالرهای حقیقی.

| گروه لی                                | توصیف | Cpt | {\displaystyle \pi _{0}}           | {\displaystyle \pi _{1}}                                                      | UC                                       | نکات | جبر لی | {\displaystyle dim/\mathbb {R} } |
| -------------------------------------- | --- | --- | ---------------------------------- | ----------------------------------------------------------------------------- | ---------------------------------------- | --- | --- | -------------------------------- |
| {\displaystyle \mathbb {R} ^{n}}       | فضای اقلیدسی به همراه جمع                                                                                                   | N   | 0                                  | 0                                                                             |                                          | آبلی | {\displaystyle \mathbb {R} ^{n}}                                                                               | n                                |
| {\displaystyle \mathbb {R} ^{\times }} | اعداد حقیقی ناصفر به همراه جمع                                                                                              | N   | {\displaystyle {\mathbb {Z} }_{2}} | –                                                                             |                                          | آبلی | {\displaystyle \mathbb {R} }                                                                                   | 1                                |
| {\displaystyle \mathbb {R} ^{+}}       | اعداد حقیقی مثبت با ضرب | N   | 0                                  | 0                                                                             |                                          | آبلی | {\displaystyle \mathbb {R} }                                                                                   | 1                                |
| {\displaystyle S^{1}=U(1)}             | گروه دایره‌ای: اعداد مختلط با قدر مطلق 1، با ضرب؛                                                                            | Y   | 0                                  | {\displaystyle {\mathbb {Z} }}                                                | {\displaystyle \mathbb {R} }             | آبلی، یکریخت با SO(2)، Spin(2)، و{\displaystyle \mathbb {R} /{\mathbb {Z} }}                                                                                | {\displaystyle \mathbb {R} }                                                                                   | 1                                |
| Aff(1)                                 | تبدیلات آفین معکوس‌پذیر از {\displaystyle \mathbb {R} } به {\displaystyle \mathbb {R} }.                                     | N   | {\displaystyle {\mathbb {Z} }_{2}} | 0                                                                             |                                          | گروه حل‌پذیر؛ ضرب نیم‌مستقیم از {\displaystyle \mathbb {R} ^{+}} و {\displaystyle \mathbb {R} ^{\times }}                                                     | {\displaystyle \left\{\left[{\begin{smallmatrix}a&b\\0&0\end{smallmatrix}}\right]:a,b\in \mathbb {R} \right\}} | 2                                |
| {\displaystyle \mathbb {H} ^{\times }} | چهارگان‌های ناصفر با ضرب | N   | 0                                  | 0                                                                             |                                          | | {\displaystyle \mathbb {H} }                                                                                   | 4                                |
| {\displaystyle S^{3}=Sp(1)}            | چهارگان‌هایی با قدر مطلق 1 با ضرب؛ از نظر توپولوژیکی یک 3-کره است.                                                           | Y   | 0                                  | 0                                                                             |                                          | یکریخت با SU(2) و Spin(3)؛ پوشش مضاعفی از SO(3) | {\displaystyle Im(\mathbb {H} )}                                                                               | 3                                |
| {\displaystyle GL(n,\mathbb {R} )}     | گروه خطی عام: ماتریس‌های حقیقی n×n معکوس‌پذیر                                                                                 | N   | {\displaystyle {\mathbb {Z} }_{2}} | –                                                                             |                                          | | {\displaystyle M(n,\mathbb {R} )}                                                                              | {\displaystyle n^{2}}            |
| {\displaystyle GL^{+}(n,\mathbb {R} )} | ماتریس‌های حقیقی n×n با دترمینان مثبت                                                                                        | N   | 0                                  | {\displaystyle {\mathbb {Z} };n=2} n=2 {\displaystyle {\mathbb {Z} }_{2}} n>2 |                                          | {\displaystyle GL^{+}(1,\mathbb {R} )} با {\displaystyle \mathbb {R} ^{+}} یکریخت بوده و همبند ساده است                                                     | M(n,{\displaystyle \mathbb {R} })                                                                              | n2                               |
| SL(n,{\displaystyle \mathbb {R} })     | گروه خطی خاص: ماتریس‌های حقیقی با دترمینان 1                                                                                 | N   | 0                                  | {\displaystyle {\mathbb {Z} }} n=2 {\displaystyle {\mathbb {Z} }_{2}} n>2     |                                          | {\displaystyle SL(1,\mathbb {R} )} تک نقطه است و بنابراین فشرده و همبند ساده است.                                                                           | sl(n,{\displaystyle \mathbb {R} })                                                                             | n2−1                             |
| SL(2,{\displaystyle \mathbb {R} })     | ایزومتری‌های جهت-نگهدار نیم-صفحه پوانکاره، یکریخت با {\displaystyle SU(1,1)}، و یکریخت با {\displaystyle Sp(2,\mathbb {R} }. | N   | 0                                  | {\displaystyle {\mathbb {Z} }}                                                |                                          | پوشش جهانی اش هیچ نمایش وفادار متناهی بعدی ندارد. | sl(2,{\displaystyle \mathbb {R} })                                                                             | 3                                |
| O(n)                                   | گروه متعامد: ماتریس‌های متعامد حقیقی                                                                                         | Y   | {\displaystyle {\mathbb {Z} }_{2}} | –                                                                             |                                          | گروه متقارن کره (n=3) یا ابرکره. | so(n) | n(n−1)/2                         |
| SO(n)                                  | گروه متعامد خاص: ماتریس‌های متعامد حقیقی با دترمینان 1                                                                       | Y   | 0                                  | {\displaystyle {\mathbb {Z} }} n=2 {\displaystyle {\mathbb {Z} }_{2}} n>2     | Spin(n) n>2                              | {\displaystyle SO(1)} تک نقطه است و {\displaystyle SO(2)} یکریخت با گروه دایره‌ای است، {\displaystyle SO(3)} نیز گروه دایره‌ای کره است.                       | so(n) | n(n−1)/2                         |
| Spin(n)                                | گروه اسپین: پوشش مضاعفی از {\displaystyle SO(n)}.                                                                           | Y   | 0 n>1                              | 0 n>2                                                                         |                                          | {\displaystyle Spin(1)} یکریخت با {\displaystyle \mathbb {Z} _{2}} بوده و همبند نیست؛ {\displaystyle Spin(2)} یکریخت با گروه دایره‌ای است و همبند ساده نیست. | so(n) | n(n−1)/2                         |
| {\displaystyle sp(2n,\mathbb {R} )}    | گروه سیمپلکتیک: ماتریس‌های سیمپلکتیک حقیقی                                                                                   | N   | 0                                  | {\displaystyle {\mathbb {Z} }}                                                |                                          | | {\displaystyle sp(2n,\mathbb {R} )}                                                                            | n(2n+1)                          |
| Sp(n)                                  | گروه سیمپلکتیک فشرده: ماتریس‌های یکانی چهارگانی n×n.                                                                         | Y   | 0                                  | 0                                                                             |                                          | | sp(n) | n(2n+1)                          |
| {\displaystyle Mp(2n,\mathbb {R} )}    | گروه متاپلکتیک: پوشش مضاعفی از گروه سیمپلکتیک حقیقی {\displaystyle Sp(2n,\mathbb {R} )}                                     | Y   | 0                                  | {\displaystyle {\mathbb {Z} }}                                                |                                          | {\displaystyle Mp(2,\mathbb {R} )} گروه لی بوده که جبری نیست.                                                                                               | sp(2n,{\displaystyle \mathbb {R} })                                                                            | n(2n+1)                          |
| U(n)                                   | گروه یکانی: ماتریس‌های یکانی n×n مختلط.                                                                                      | Y   | 0                                  | {\displaystyle {\mathbb {Z} }}                                                | {\displaystyle \mathbb {R} \times SU(n)} | برای n=1: یکریخت با {\displaystyle S^{1}}. توجه: این یک گروه/جبر لی مختلط نیست.                                                                             | u(n) | {\displaystyle n^{2}}            |
| SU(n)                                  | گروه یکانی خاص: ماتریس‌های یکانی n×n مختلط با دترمینان 1.                                                                    | Y   | 0                                  | 0                                                                             |                                          | توجه: این گروه/جبر لی مختلط نیست. | su(n) | n2−1                             |